# Jay Gould
Jason "Jay" Gould, född 27 maj 1836 i Delaware County, New York, död 2 december 1892 i New York, New York, var en amerikansk finansman. Han var en betydande ägare inom järnvägsbranschen och i telegrafiföretaget Western Union.
Goulds grav finns på Woodlawn Cemetery i Bronx.